# Saccobolus thaxteri
Saccobolus thaxteri är en svampart som beskrevs av Brumm. 1967. Saccobolus thaxteri ingår i släktet Saccobolus och familjen Ascobolaceae.   Inga underarter finns listade i Catalogue of Life.